# Federica Falzon
Federica Falzon (Safi, 2003. február 17. –) máltai gyermekénekes. Ő képviselte a házigazda Máltát a 2014-es Junior Eurovíziós Dalfesztiválon, Máltán. Versenydala a Diamonds (magyarul: Gyémántok) címet viselte.

## Életpályája

### Korai évek
Federica Falzon Safiban született, 2003. február 17-én. Már nagyon korán érdeklődött a zene iránt, nyolcévesen kezdett énekelni. Nagyapja karaoke bárokba vitte, ahol sokan ösztönözték, hogy vegyen énekórákat.
2011-ben első alkalommal lépett fel közönség előtt a Festa Ħiliet rendezvényen. Itt két dalt énekelt: a Sailing című dalt Rod Stewarttól, illetve a Rose Garden című dalt Lynn Andersontól.
Később még két nagyobb fesztiválon is részt vett, a Sanremo D.O.C.-on és a Ti lascio una canzone versenyen. Utóbbit 2014-ben meg is nyerte, Vincenzo Carnìval duettben az Un amore così grande című dalt adták elő.
2013 novemberében a Ghanja Gmiel is-Seba Noti című versenyen először győzött egy saját szerzeménnyel, az Ilwien il-Holqiennel.
2014. július 18-án a Florianában rendezett Joseph Calleja-koncerten is fellépett.

### 2014-es Junior Eurovíziós Dalfesztivál
2014. április 20-án jelentette be a máltai műsorsugárzó, a PBS, hogy Federica Falzon képviseli a szigetországot a hazai rendezésű Junior Eurovíziós Dalfesztiválon, 2014. november 15-én. A döntőben a negyedik helyet szerezte.

## Diszkográfia

### Kislemezek
| Év   | Cím               | Album |
| ---- | ----------------- | ----- |
| 2013 | Ilwien il-Holqien | —     |
| 2014 | Diamonds          | —     |

## Fordítás
Ez a szócikk részben vagy egészben  a   Federica Falzon című angol Wikipédia-szócikk ezen változatának fordításán alapul.  Az eredeti cikk szerkesztőit annak laptörténete sorolja fel. Ez a jelzés csupán a megfogalmazás eredetét és a szerzői jogokat jelzi, nem szolgál a cikkben szereplő információk forrásmegjelöléseként.